# Gera Hauptbahnhof
Der Geraer Hauptbahnhof ist der wichtigste Bahnhof der thüringischen Stadt Gera. Gera ist derzeit eine der größten Städte Deutschlands ohne Anbindung an elektrifizierte Eisenbahnstrecken und ohne durchgehend zweigleisige Strecken. Als Knotenpunkt im Regionalverkehr mit marginalem Fernverkehr besitzt der Bahnhof dennoch eine gewisse Bedeutung.

## Geschichte

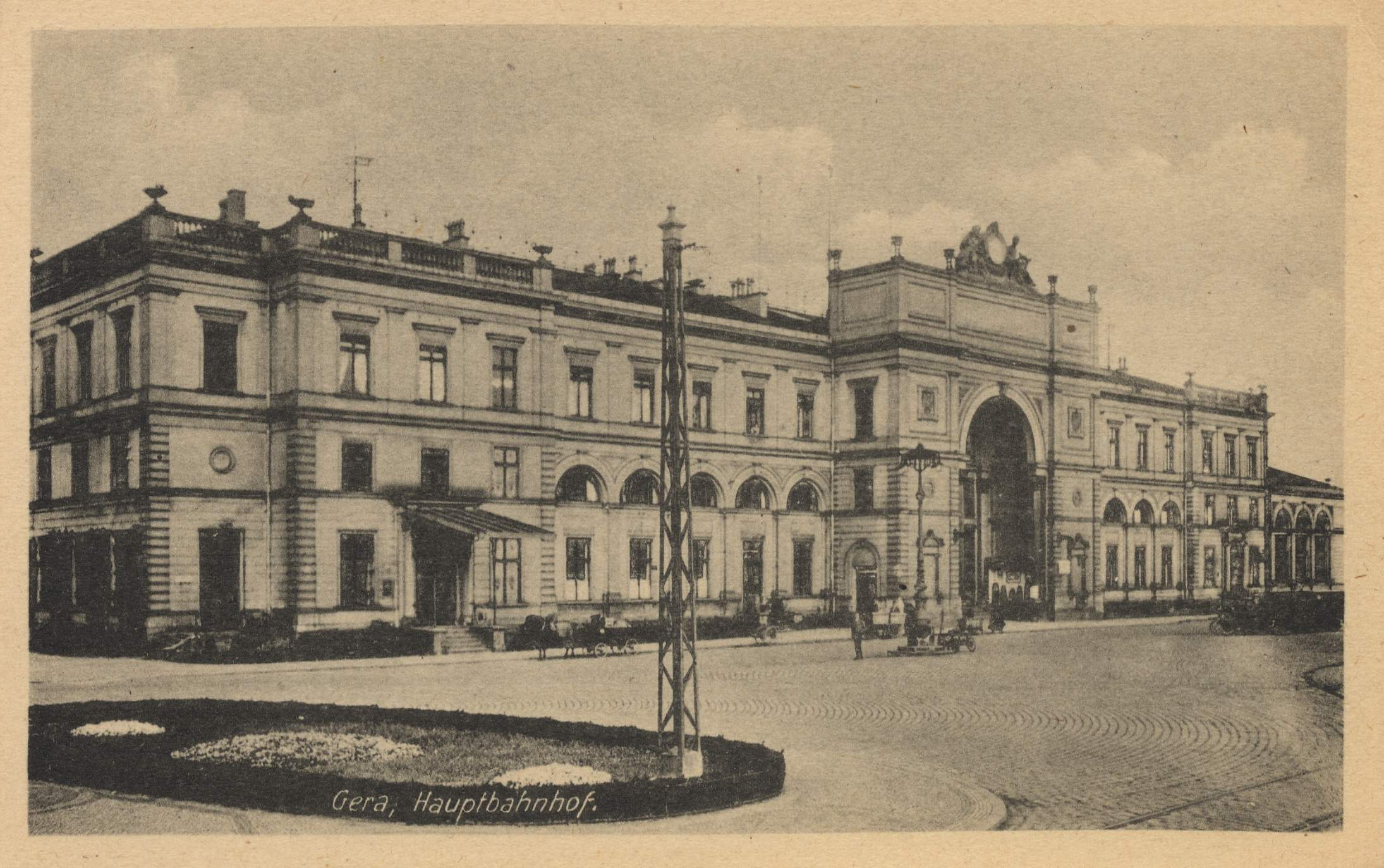
Der Hauptbahnhof auf einer alten Postkarte

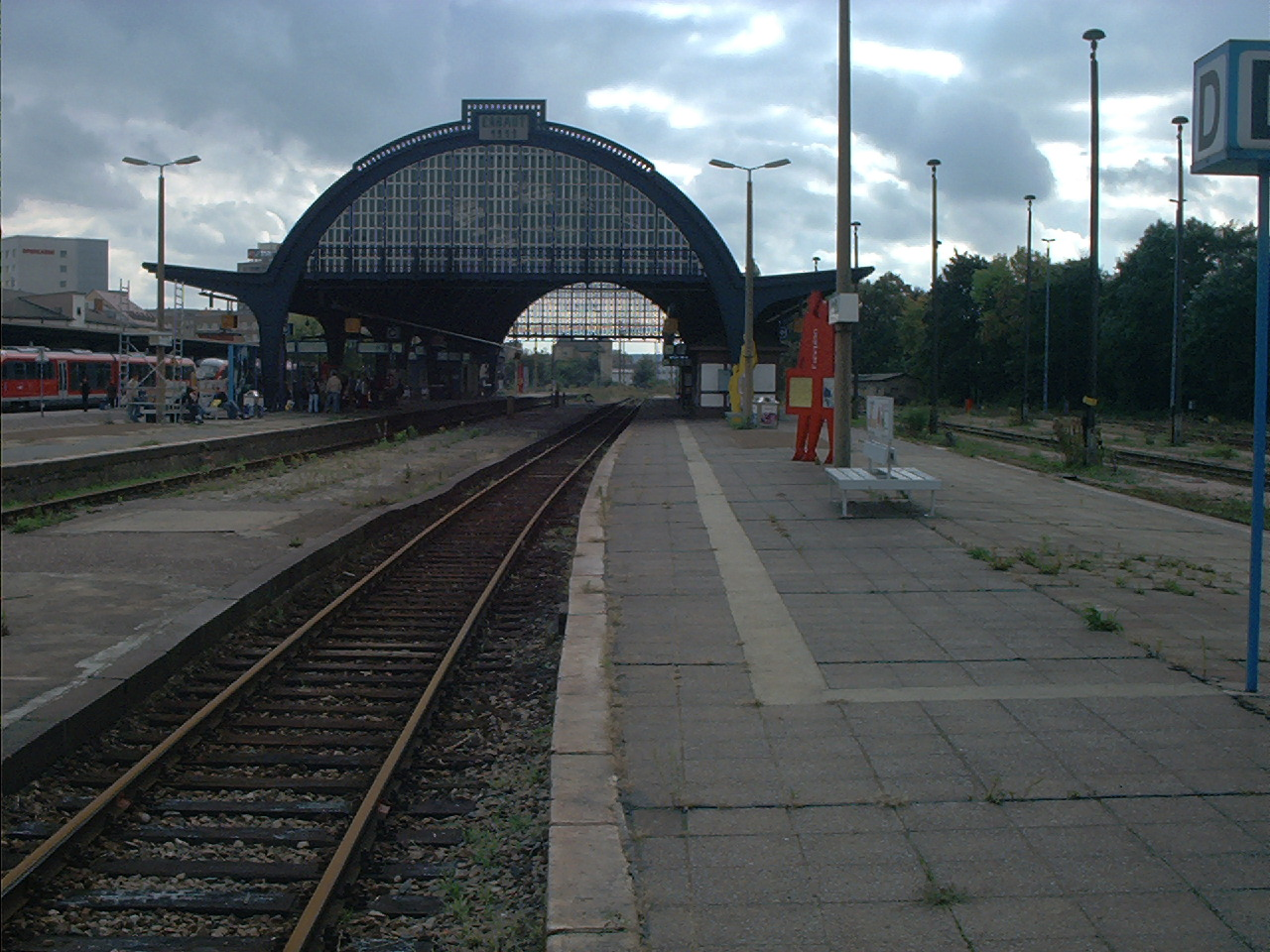
Gleisanlagen und Bahnsteig vor dem Umbau

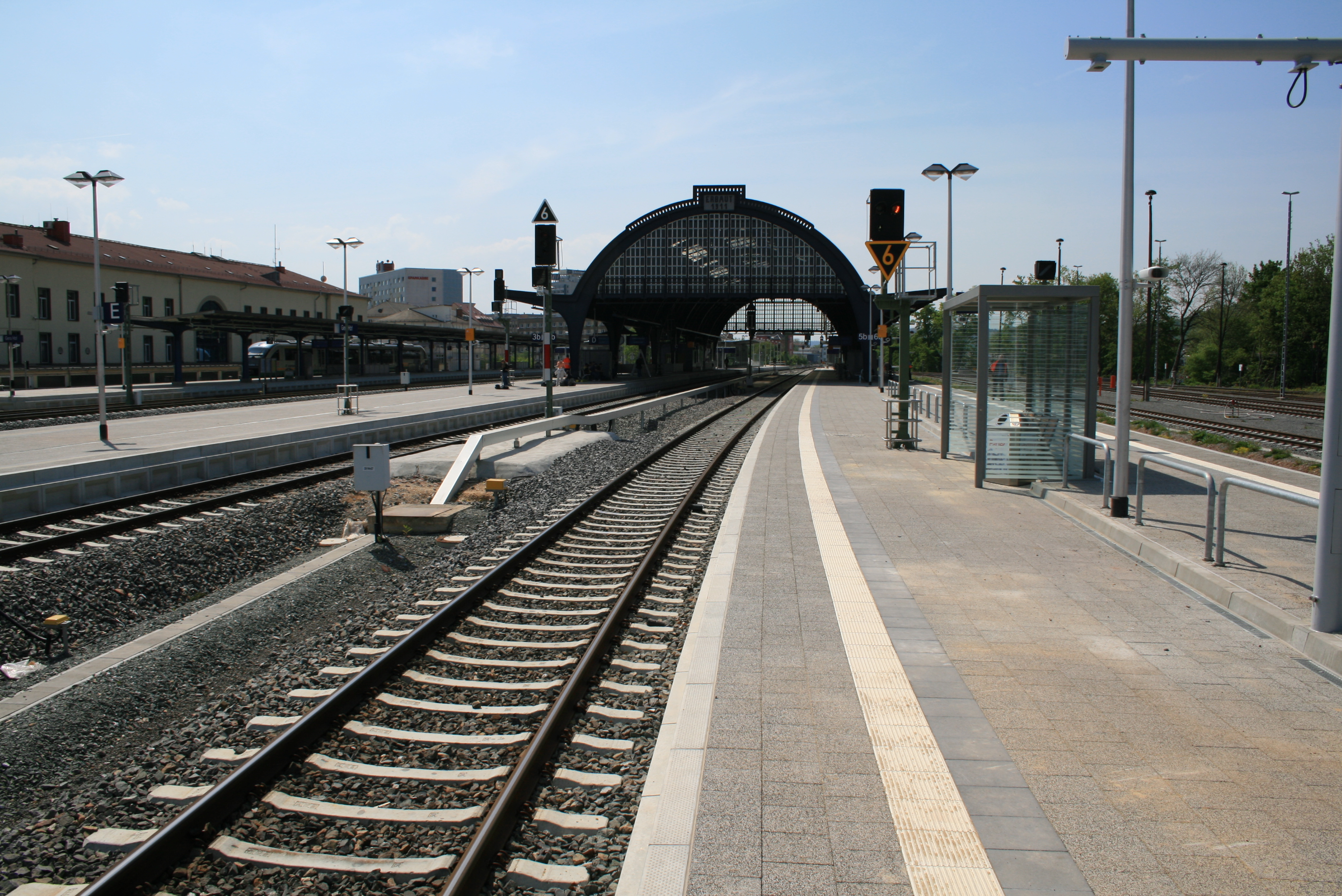
Hauptbahnhof Gera Gleis 5 nach dem Umbau

Die Eisenbahn erreichte Gera im Jahr 1859 von Halle (Saale) über Weißenfels und Zeitz. Damals wurde auch an der Stelle des heutigen Hauptbahnhofs ein erster Bahnhof, der Preußische Bahnhof (in Unterscheidung zum Sächsischen Bahnhof, dem heutigen Südbahnhof), gebaut. In der Folgezeit wurden weitere Bahnstrecken nach Gera errichtet, die im Hauptbahnhof zusammenliefen: 1865 zur Strecke Leipzig–Hof nach Gößnitz im Osten, 1871 nach Saalfeld im Südwesten, 1873 nach Leipzig im Norden, 1875 nach Plauen im Süden, 1876 nach Erfurt im Westen und nach Zwickau im Südosten, 1880 nach Eisenberg im Nordwesten und 1883 nach Zeulenroda-Triebes bzw. nach Hof im Süden. Dem Personenbahnhof waren ein nördlich davon gelegener kombinierter Rangier- und Güterbahnhof sowie ein Bahnbetriebswerk angeschlossen, beide sind inzwischen stillgelegt. 1892 erhielt kurz nach Betriebsaufnahme der Straßenbahn Gera der Güterbahnhof einen Straßenbahnanschluss, an dem Güterwaggons auf Rollböcke gesetzt wurden, um anschließend zu den Geraer Fabriken transportiert zu werden. Zugreisende erhielten 1893 mit Eröffnung einer neuen Straßenbahnlinie ab dem Bahnhofsvorplatz einen direkteren Zugang zur Stadt.
1881 wurde das Empfangsgebäude nach Entwurf der renommierten Berliner Architekten von der Hude & Hennicke errichtet. Beim Umbau 1958/1963 wurden sämtliche Fassadenverzierungen und Gesimse vom noch original erhaltenen Gebäude entfernt.

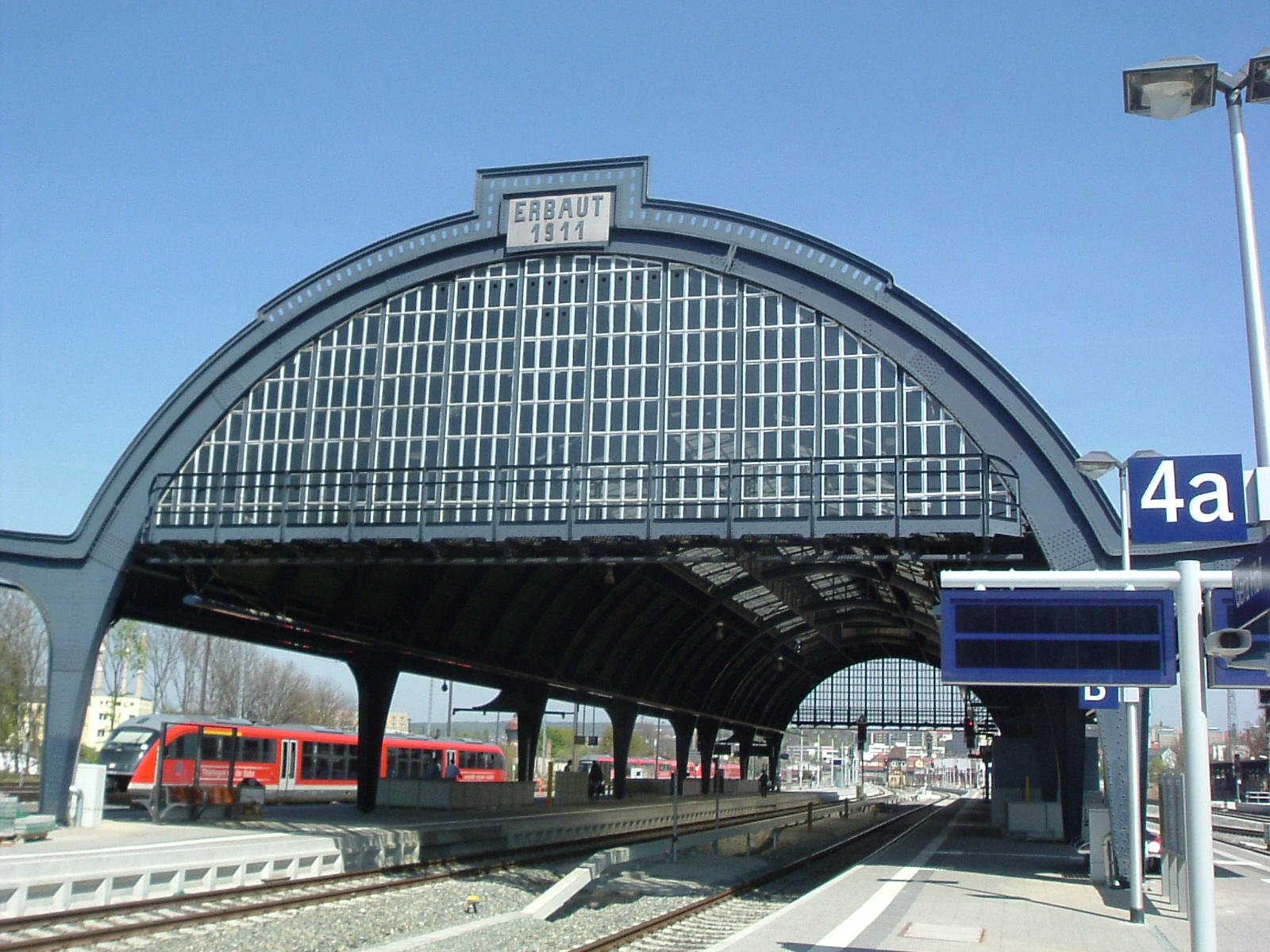
Bahnhofshalle 2007

Seine Blütezeit erlebte der Bahnhof zwischen den beiden Weltkriegen, nachdem die großflächig verglaste Bahnhofshalle 1911 fertiggestellt worden war. Damals lief ein Teil des Verkehrs Berlin–Leipzig–München durch Gera, und die Strecken nach Saalfeld, Erfurt und Leipzig waren zweigleisig ausgebaut. Das zweite Gleis wurde nach dem Zweiten Weltkrieg als Reparationsleistung an die Sowjetunion entfernt, und der Bahnknoten Gera verlor durch die deutsche Teilung an Bedeutung. Der wichtige Nord-Süd-Verkehr von Berlin nach Bayern durch den Hauptbahnhof verkehrte über die Saalbahn via Probstzella.
Nach der deutschen Wiedervereinigung wurden einige Nebenstrecken (nach Zwickau über Wünschendorf sowie nach Eisenberg) stillgelegt, gleichzeitig wurden aber auch neue Strukturen diskutiert. Politisch heftig umstritten ist hierbei vor allem die Mitte-Deutschland-Verbindung, die in Ost-West-Richtung durch Gera führt.
In den 1990er-Jahren gab es noch Fernverkehrszüge über Gera, allerdings verlagerte sich der Verkehr in Nord-Süd-Richtung auf die elektrifizierte und zweigleisig ausgebaute Saalbahn über Jena und der Ost-West-Verkehr auf die elektrifizierte und zweigleisig ausgebaute Strecke über Leipzig, sodass seit 2001 nur noch Regionalverkehr im Hauptbahnhof stattfand. Ein Intermezzo des privaten Fernverkehrs gab es zwischen 2002 und 2006 mit dem InterConnex nach Berlin und weiter nach Rostock, der seit 2006 aus Kostengründen jedoch elektrisch betrieben wurde und daher nur noch ab Leipzig fuhr, und der seit dem Fahrplanwechsel Dezember 2014 komplett eingestellt ist.
In den Jahren von 2005 bis 2007 wurde der Bahnhof umfangreich saniert und im April 2007, kurz vor Eröffnung der Bundesgartenschau 2007, feierlich übergeben. Die Geraer Straßenbahn erhielt gleichzeitig wieder eine Anbindung an den Hauptbahnhof.
Zum Fahrplanwechsel im Dezember 2018 führte die DB AG wieder Fernverkehr auf der Mitte-Deutschland-Verbindung ein. Der Geraer Hauptbahnhof wird seitdem von zwei bis drei täglichen Fernzugpaaren der IC-Linie 51 (Düsseldorf–Hamm–Kassel–Erfurt–Gera) bedient. Bei den Zügen erfolgt dafür in den Bahnhöfen Gotha oder Erfurt ein Wechsel zwischen Diesel- und Elektrolok. Der Betrieb wird durch den Freistaat Thüringen mitfinanziert, wodurch der Abschnitt Erfurt - Gera gleichzeitig als Nahverkehr gilt.  
Bis spätestens 2030 sollen die Strecken Weimar–Jena–Gera und Gößnitz–Gera elektrifiziert werden. 

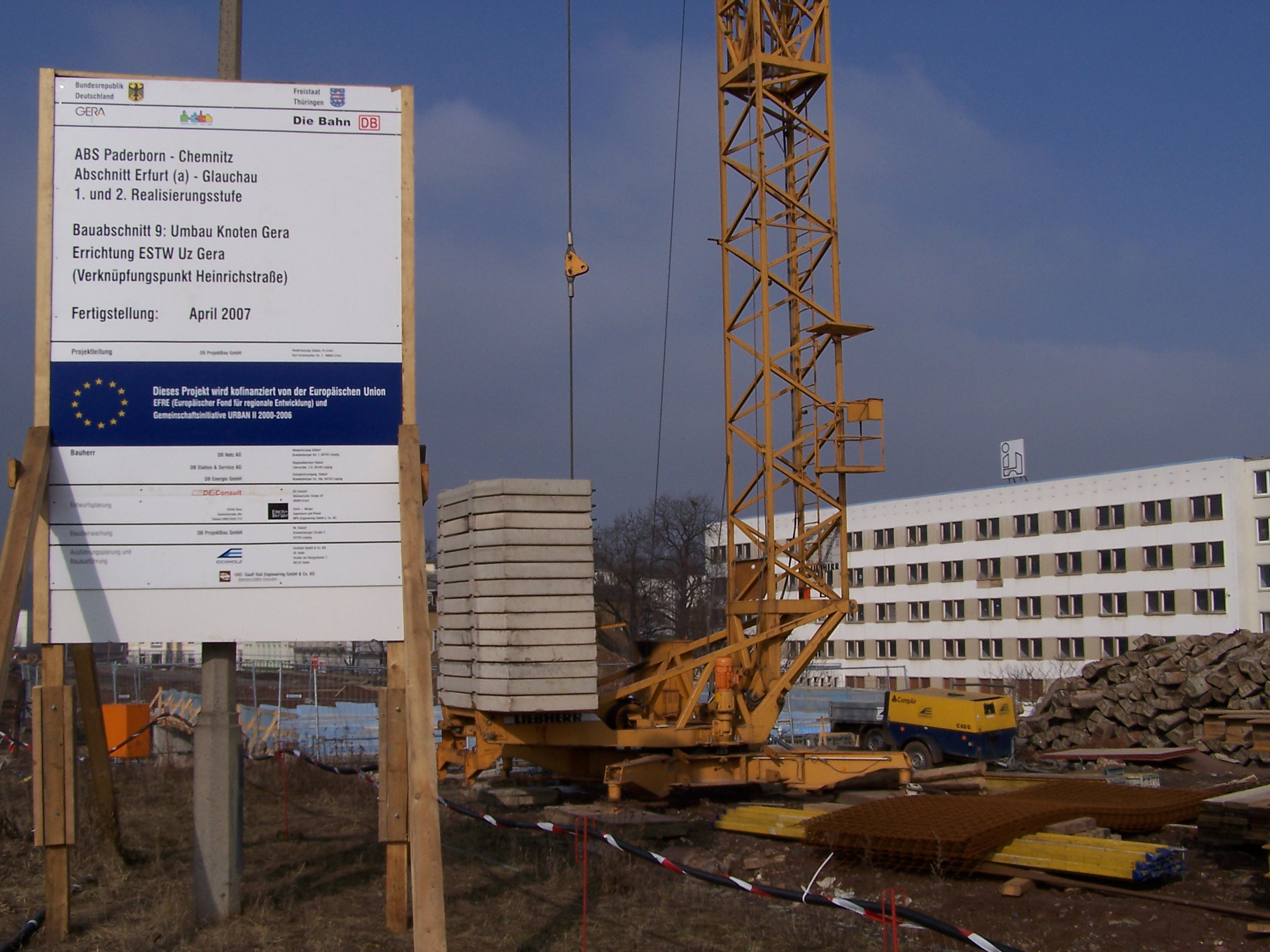
Bautafel zum Umbau des Bahnknotens Gera
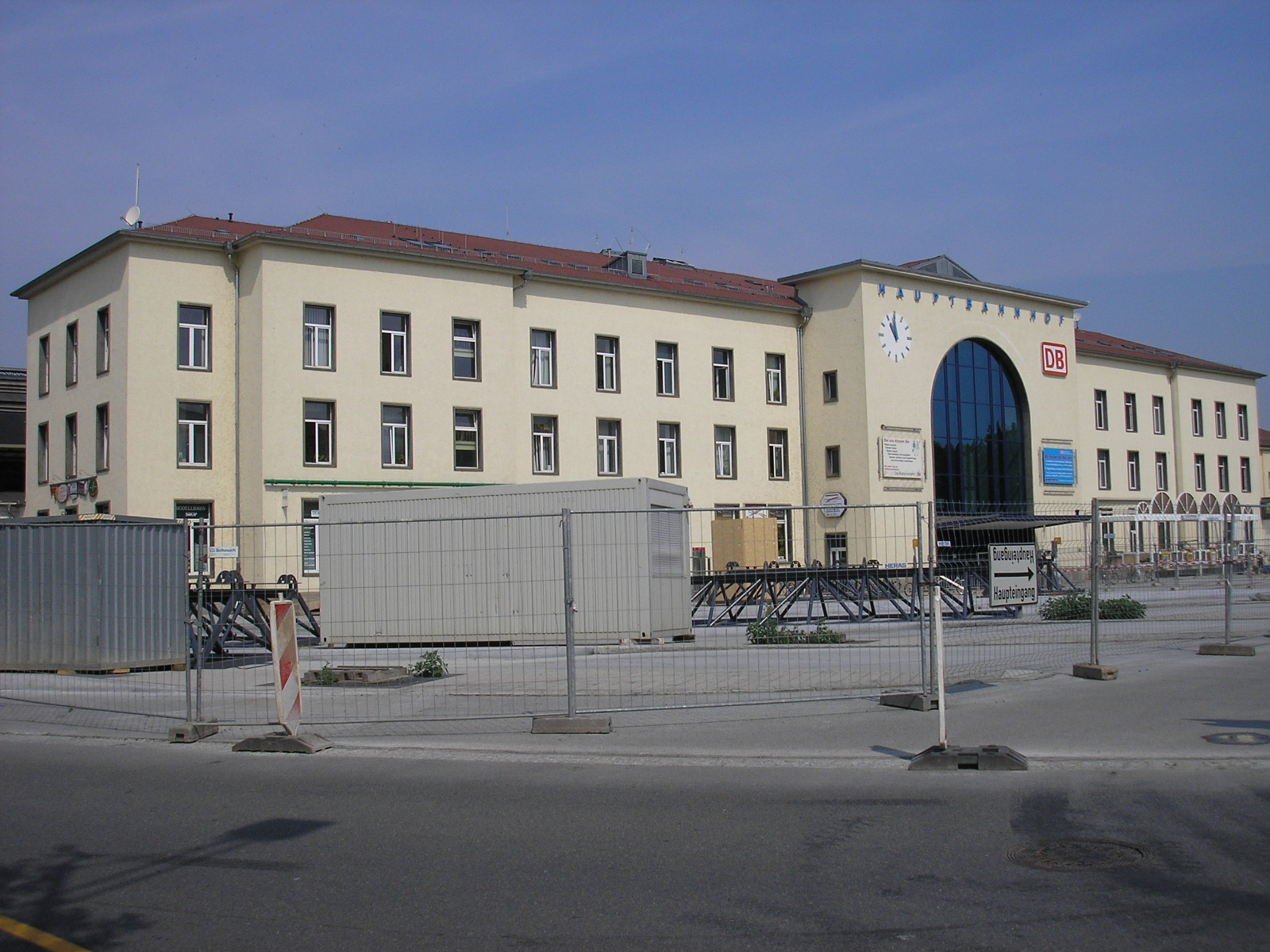
Empfangsgebäude während der Renovierung
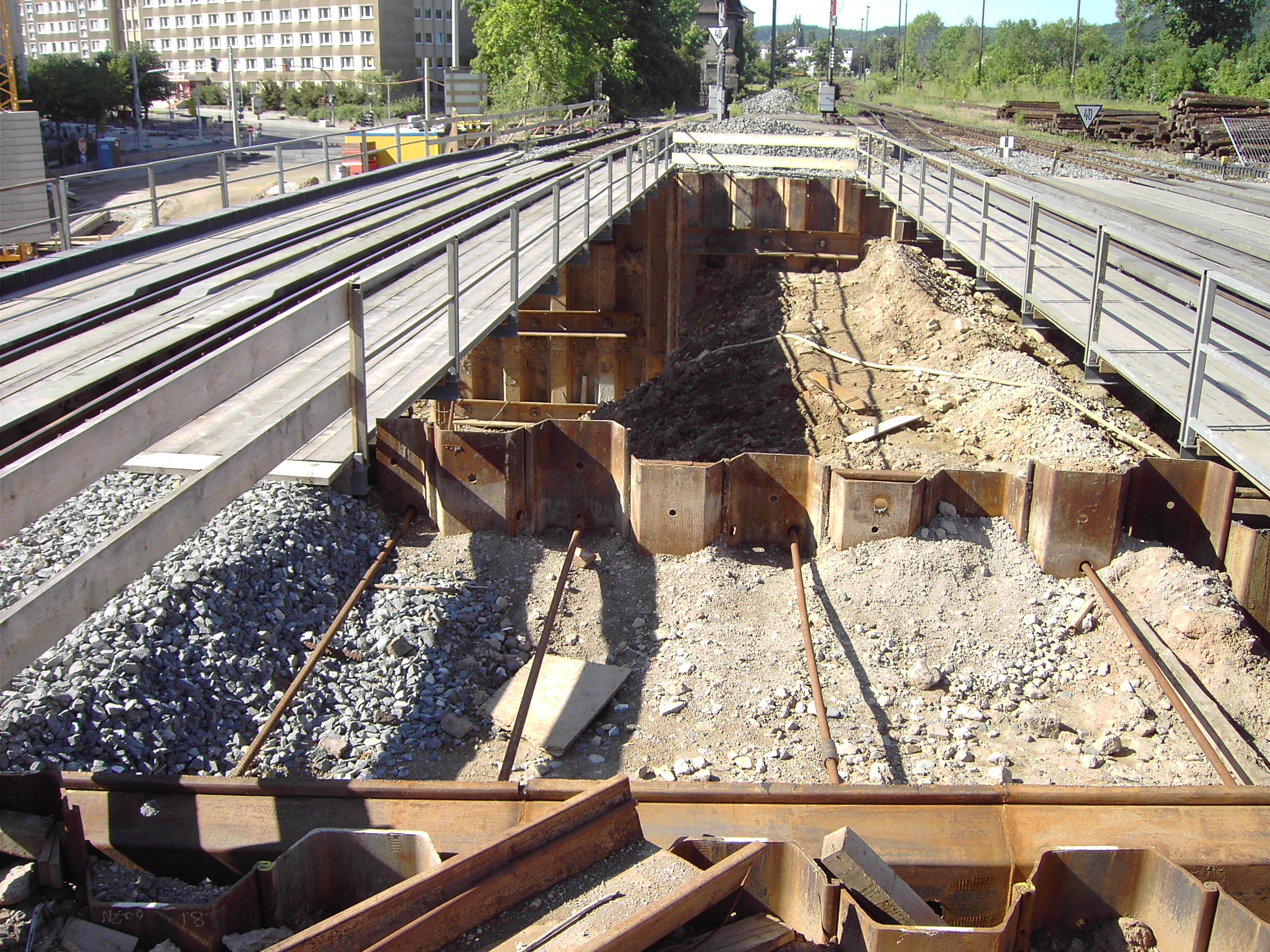
Bauarbeiten für die neue Eisenbahn-Überführung über die Straßenbahn unter dem Bahnsteigbereich
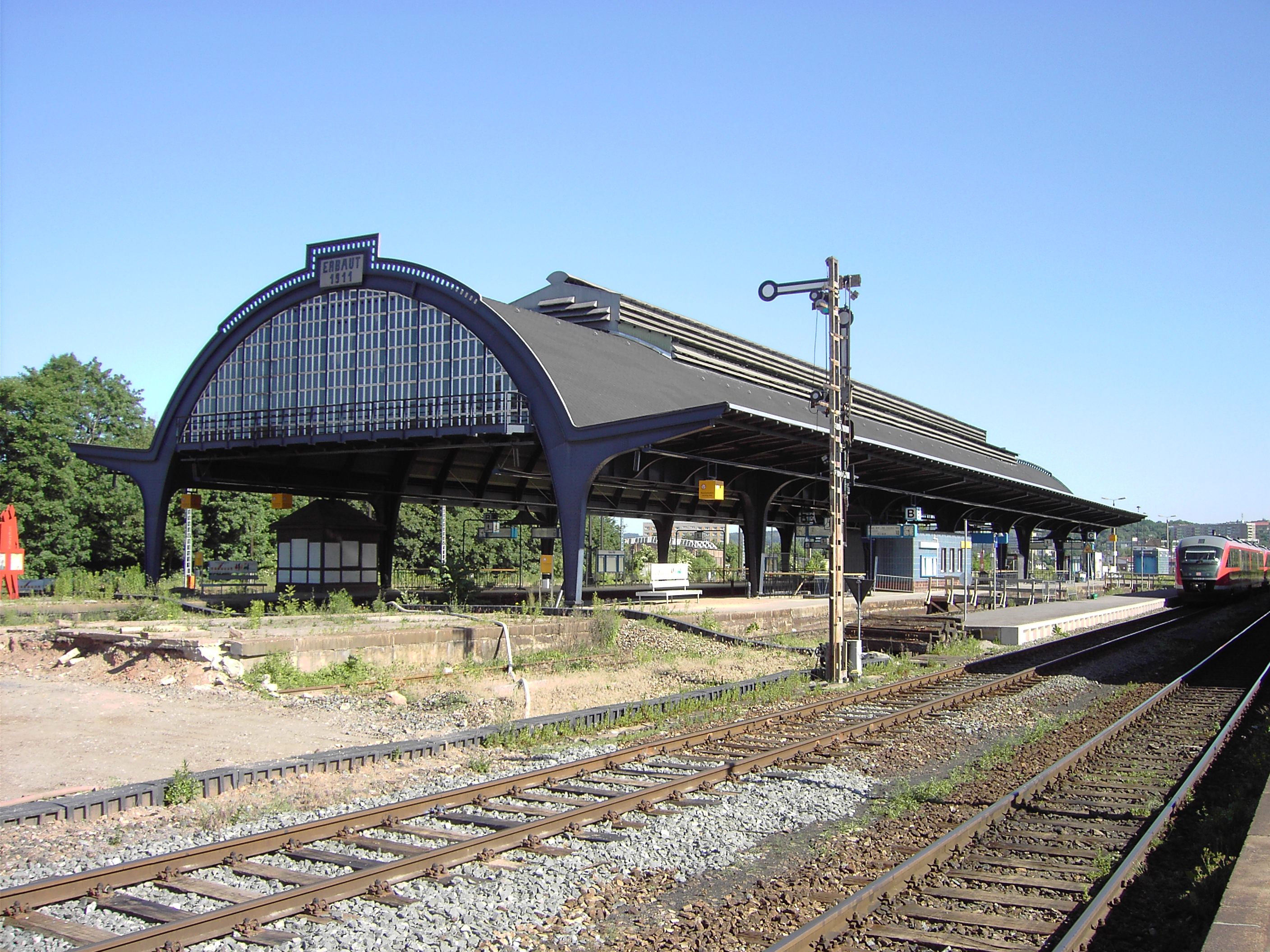
Noch ungenutzte Bahnsteige in der Bahnhofshalle
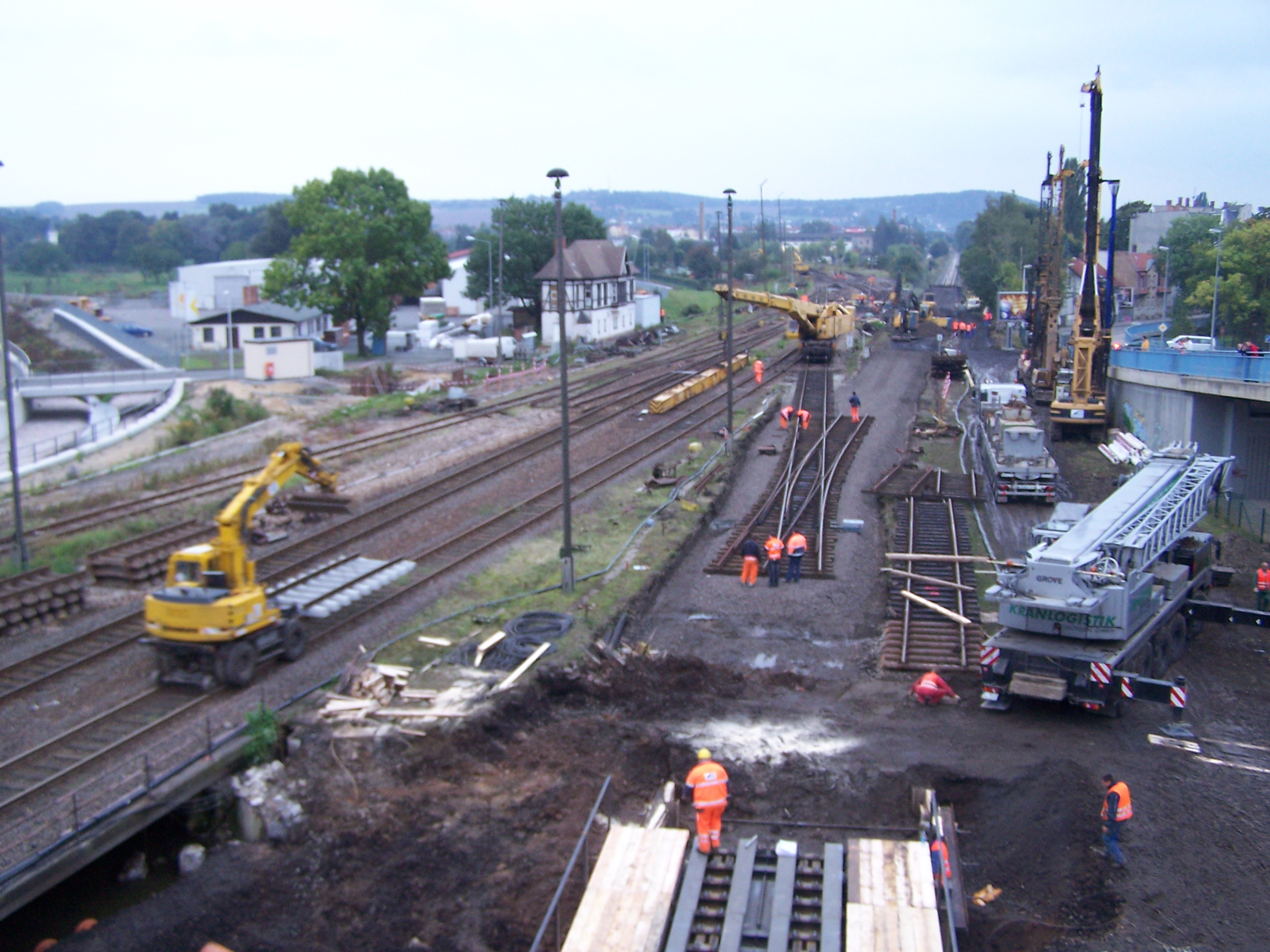
Blick von der Ochsenbrücke – Einbau Hilfsbrücken
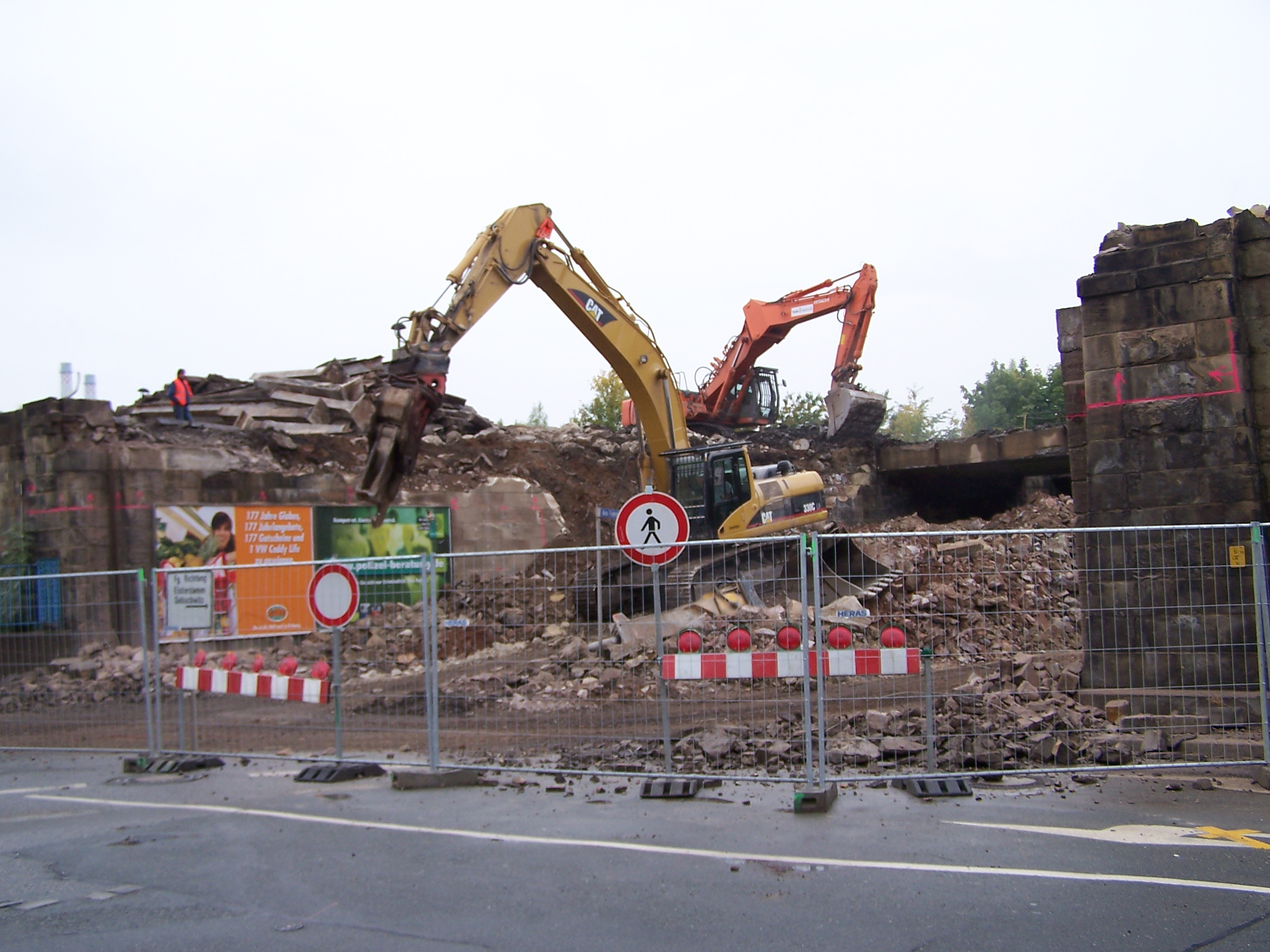
Neubau EÜ Am Fuhrpark – Abbruch Ostteil
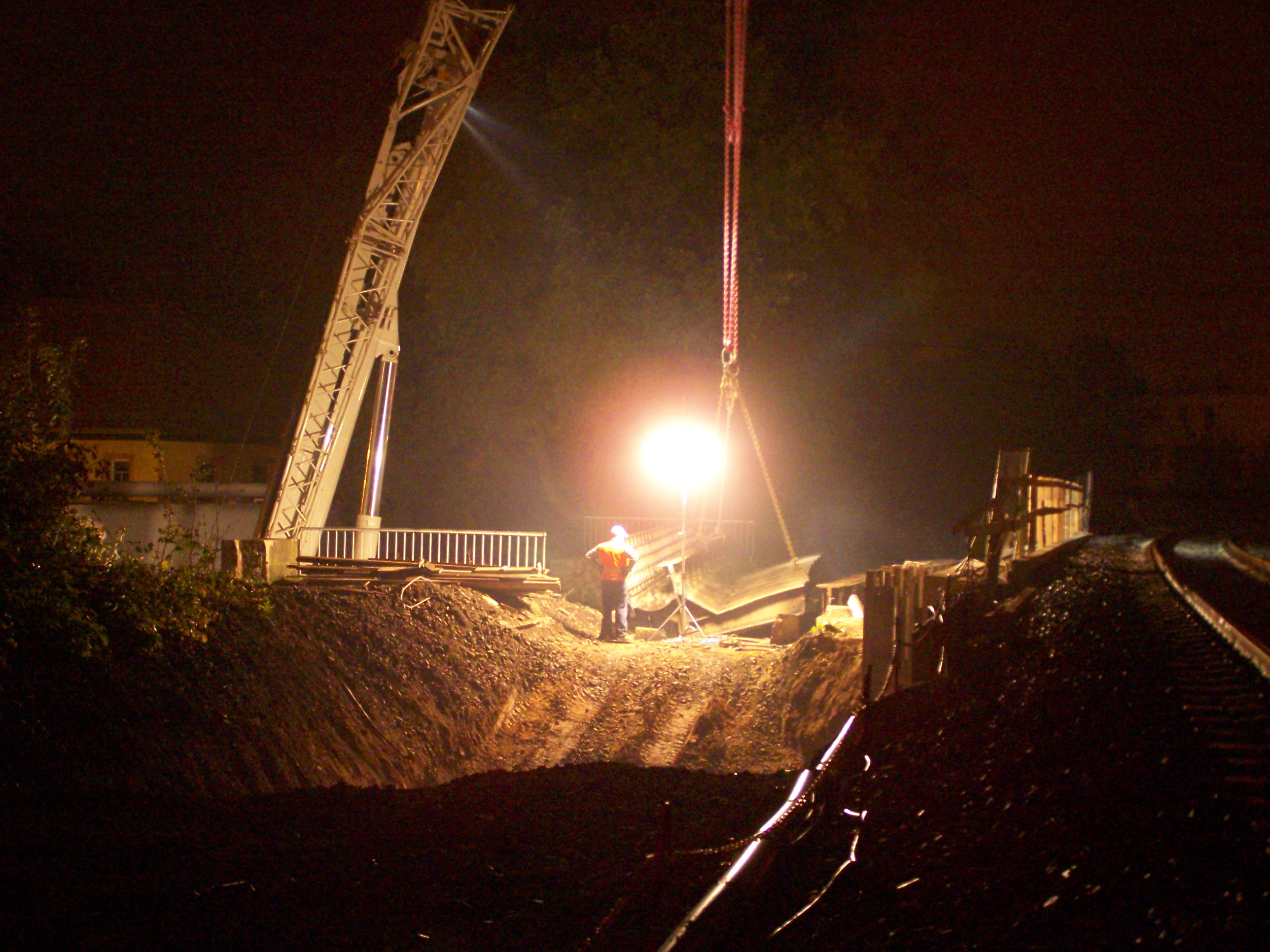
Rückbau letzter Teil EÜ Heinrichsstraße West
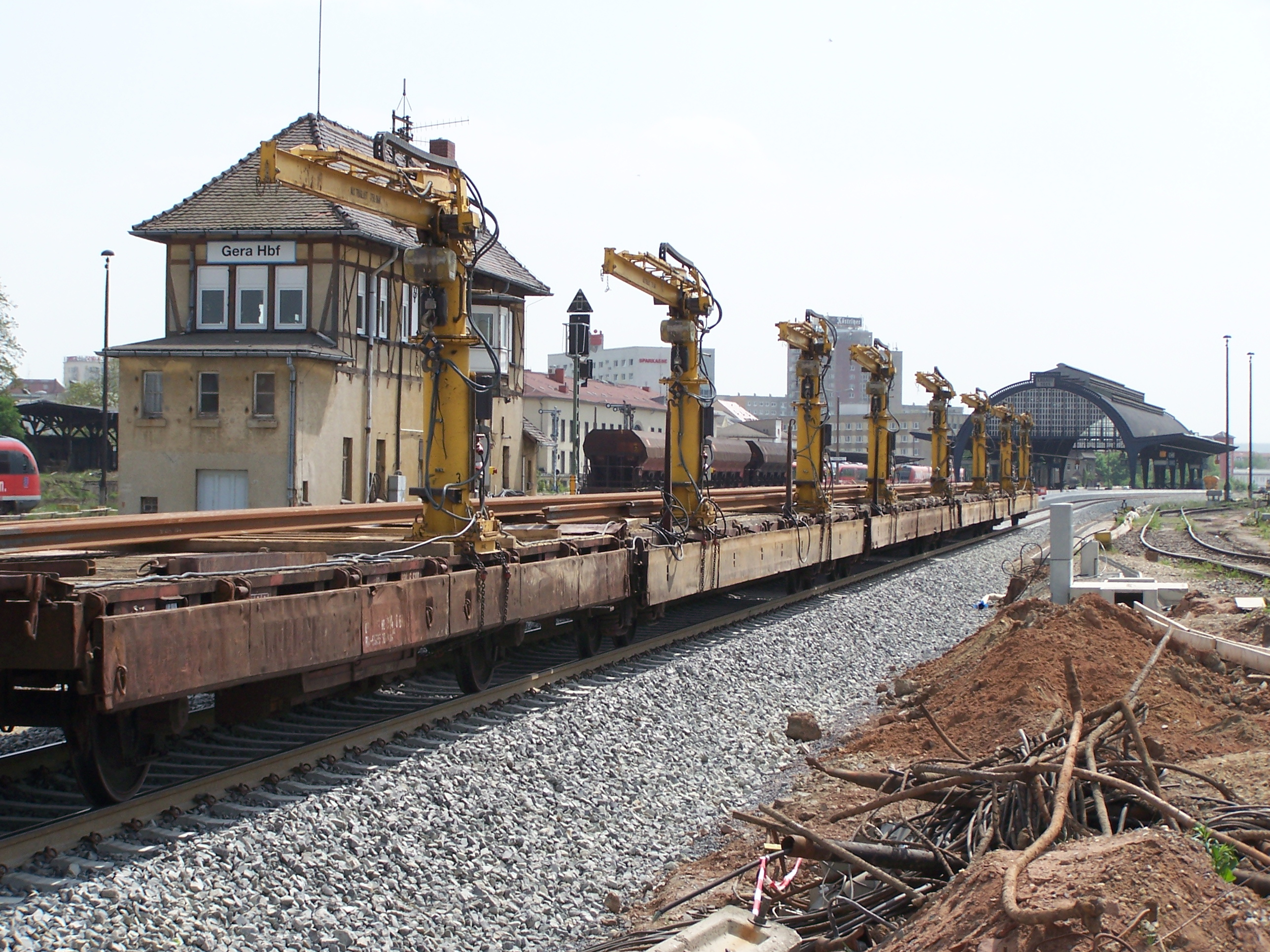
Gleisbau im Hauptbahnhof
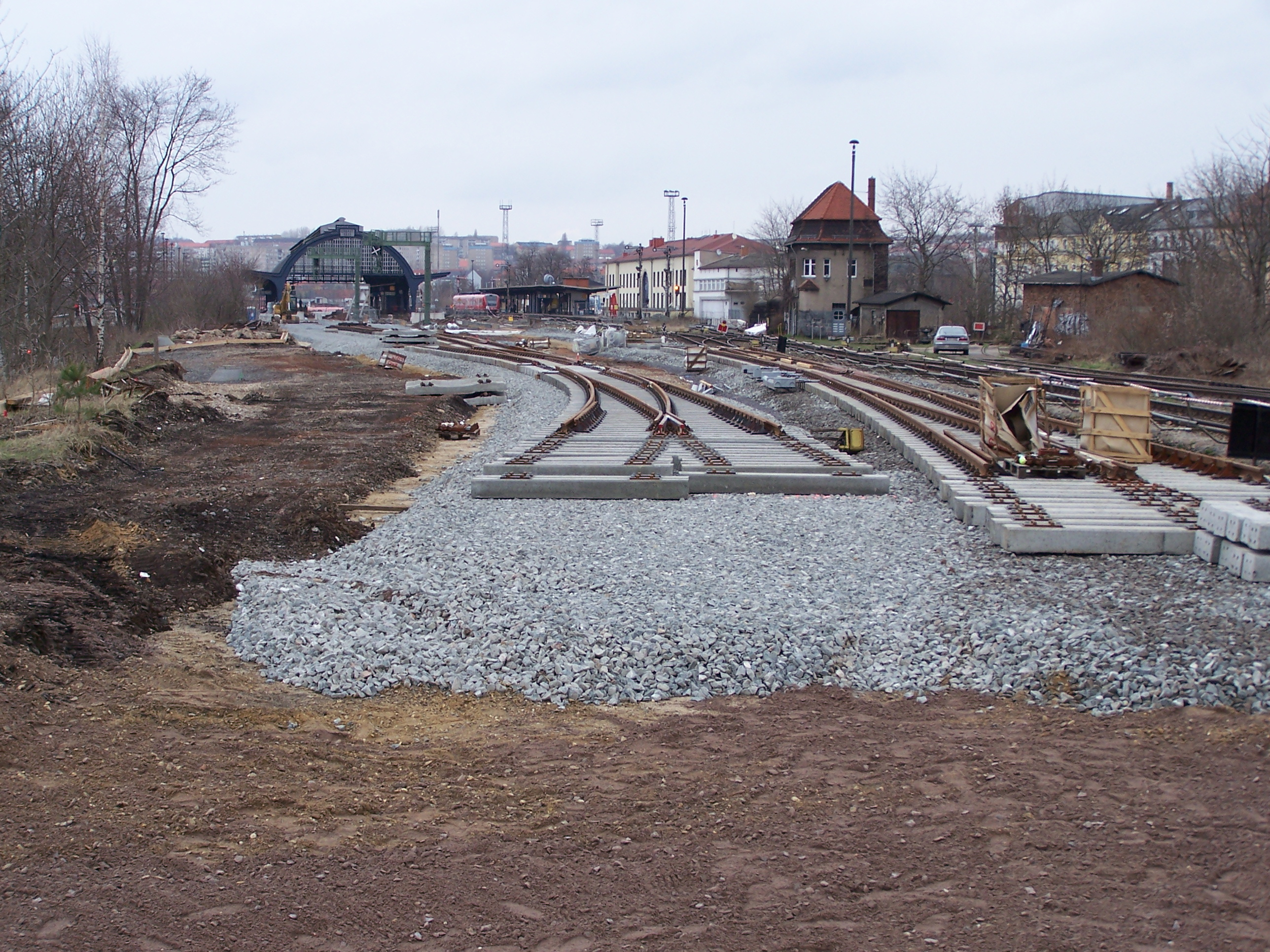
Erste neue Weichen vor dem Hauptbahnhof
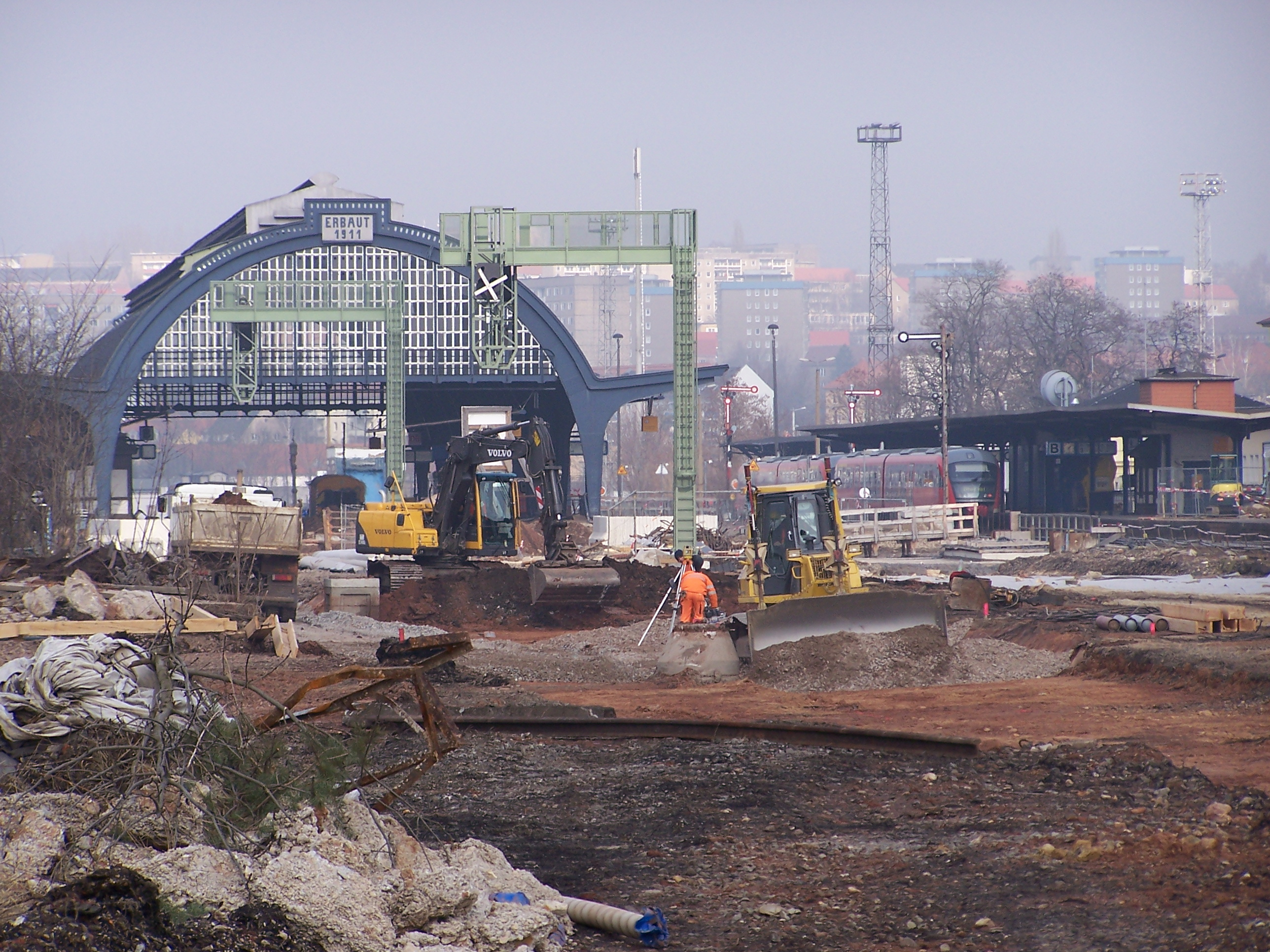
Blick in Richtung Hauptbahnhof
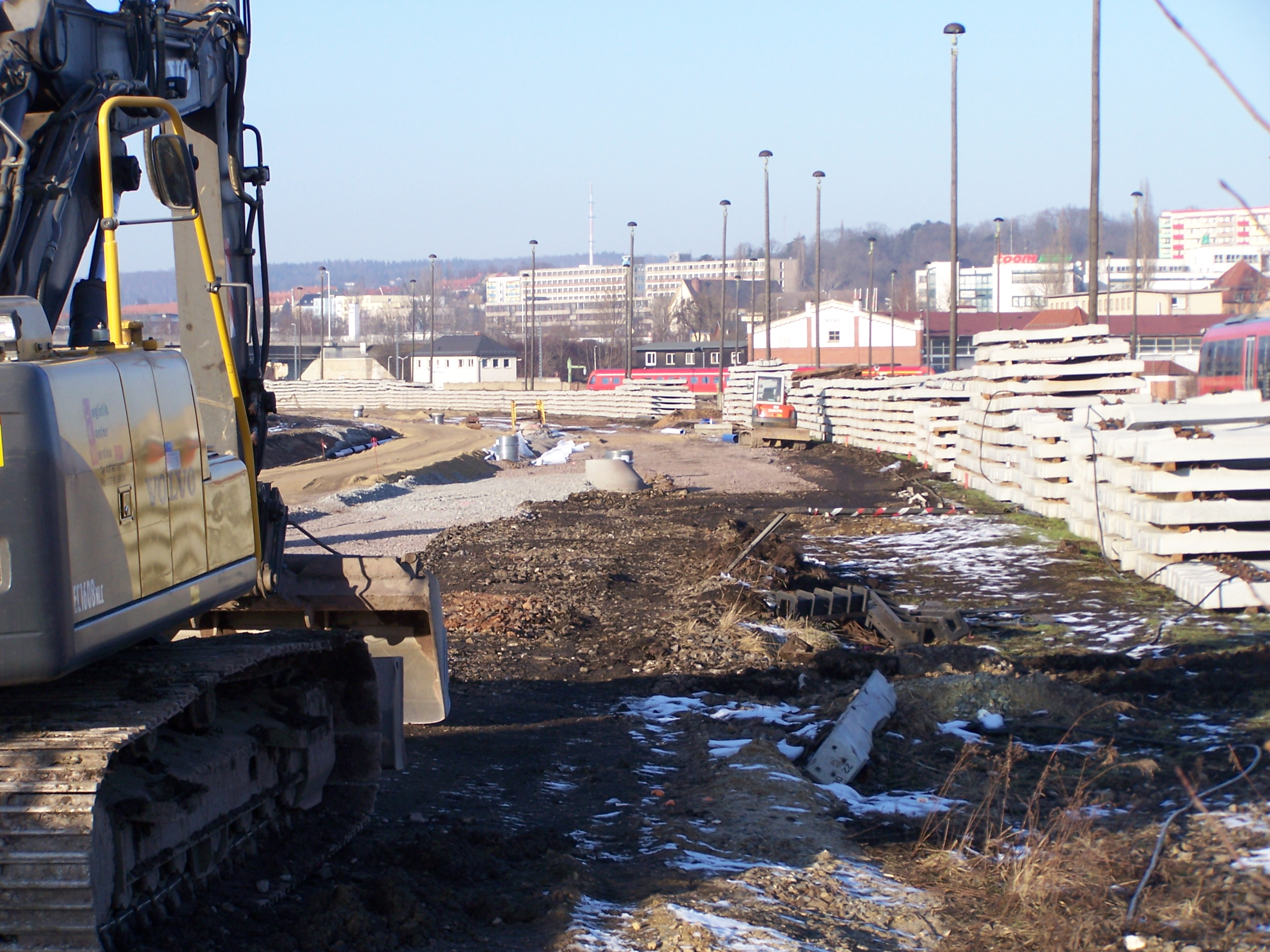
Gleisvorfeld Nord
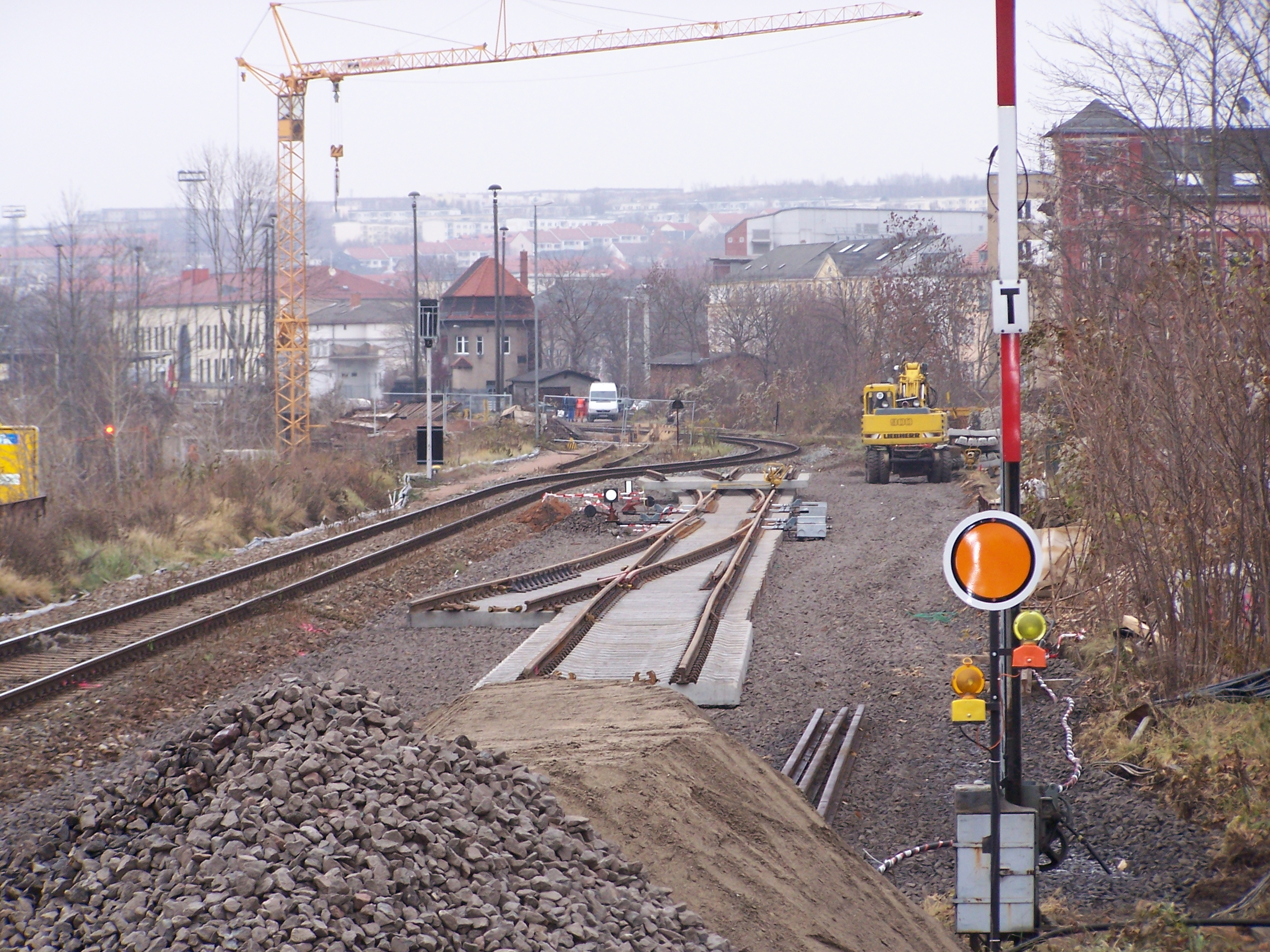
Neubau erster Gleise auf dem Bahndamm zwischen Südbahnhof und Hauptbahnhof

## Verkehrsanbindung
| Linie       | Fahrtverlauf | Takt              | Fahrzeuge                  | EVU             | Anm. |
| ----------- | --- | ----------------- | -------------------------- | --------------- | ---- |
| IC 51 RE 51 | Gera – Weimar – Erfurt – Gotha – Eisenach – Kassel-Wilhelmshöhe – (Dortmund – Bochum – Essen – Düsseldorf / Köln) | 3 Zugpaare        | Baureihe 245               | DB Fernverkehr  | 7    |
| RE 1        | Göttingen – Erfurt – Jena-Göschwitz – Gera – Gößnitz – Glauchau (Sachs)                                           | 120               | Baureihe 612               | DB Regio Südost | 1    |
| RE 3        | Erfurt – Weimar – Gera – Ronneburg (Thür) – Altenburg / Greiz                                                     | 120               | Baureihe 612               | DB Regio Südost | 1, 2 |
| RE 12       | Leipzig – Zeitz – Gera – Weida – Pößneck ob Bf – Saalfeld (Saale) – Blankenstein (Saale)                          | 120               | Stadler Regio-Shuttle RS 1 | Erfurter Bahn   | 3    |
| RB 4        | Gera – Wünschendorf – Berga (Elster) – Greiz – Plauen (Vogtland) Mitte – Weischlitz                               | 120               | Stadler Regio-Shuttle RS 1 | Vogtlandbahn    | 6    |
| RB 13       | Gera – Weida – Zeulenroda unt Bf – Mehltheuer – Hof                                                               | 120               | Stadler Regio-Shuttle RS 1 | Erfurter Bahn   | 4    |
| RB 21       | Gera – Hermsdorf-Klosterlausnitz – Jena-Göschwitz – Weimar – Erfurt                                               | 60 (werktags) 120 | Stadler Regio-Shuttle RS 1 | Erfurter Bahn   | 5    |
| RB 22       | Leipzig – Zeitz – Gera – Weida – Pößneck ob Bf – Saalfeld (Saale)                                                 | 120               | Stadler Regio-Shuttle RS 1 | Erfurter Bahn   | 3    |

Anmerkungen:

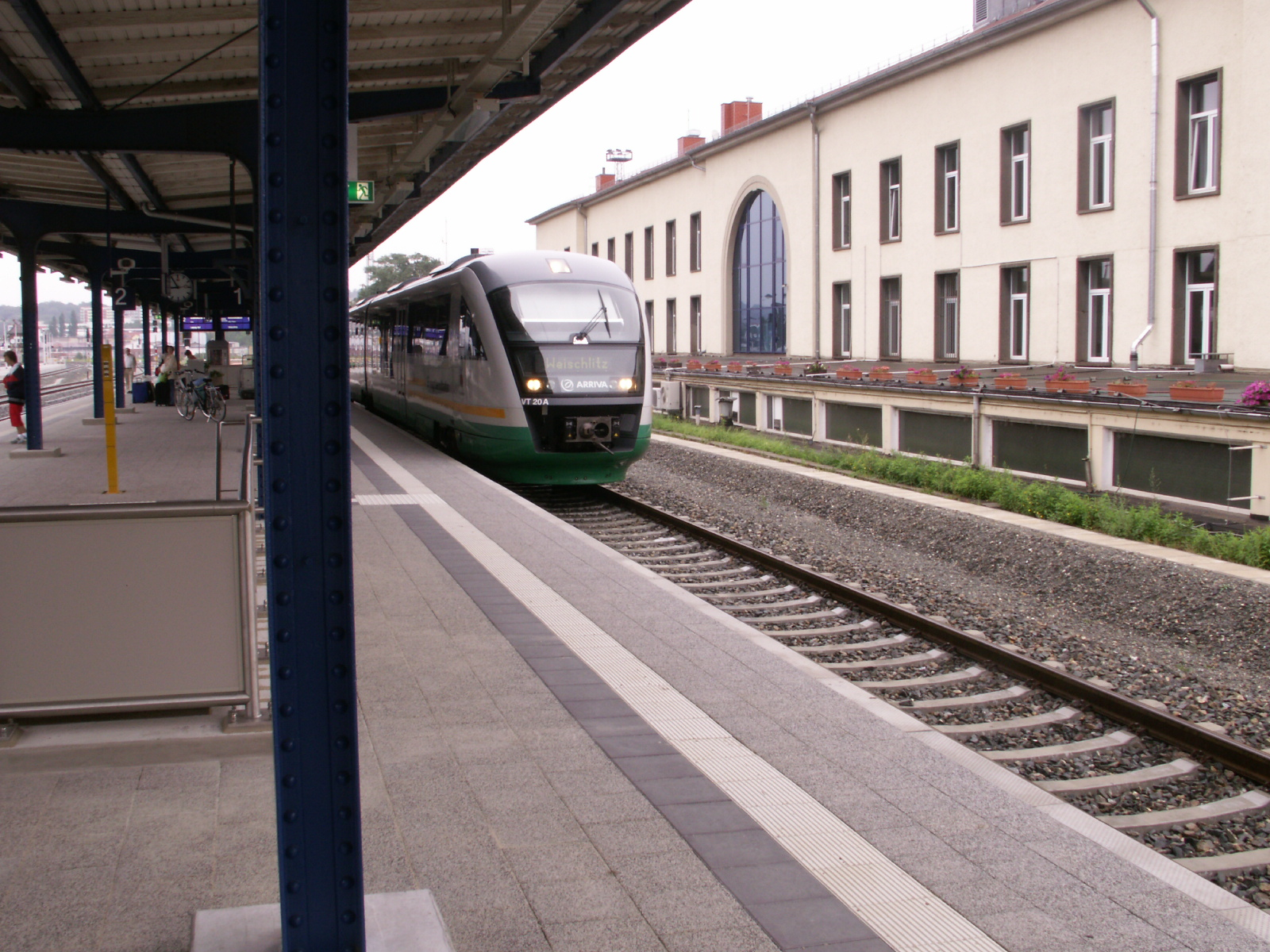
Zug der Vogtlandbahn nach Weischlitz auf Gleis 1

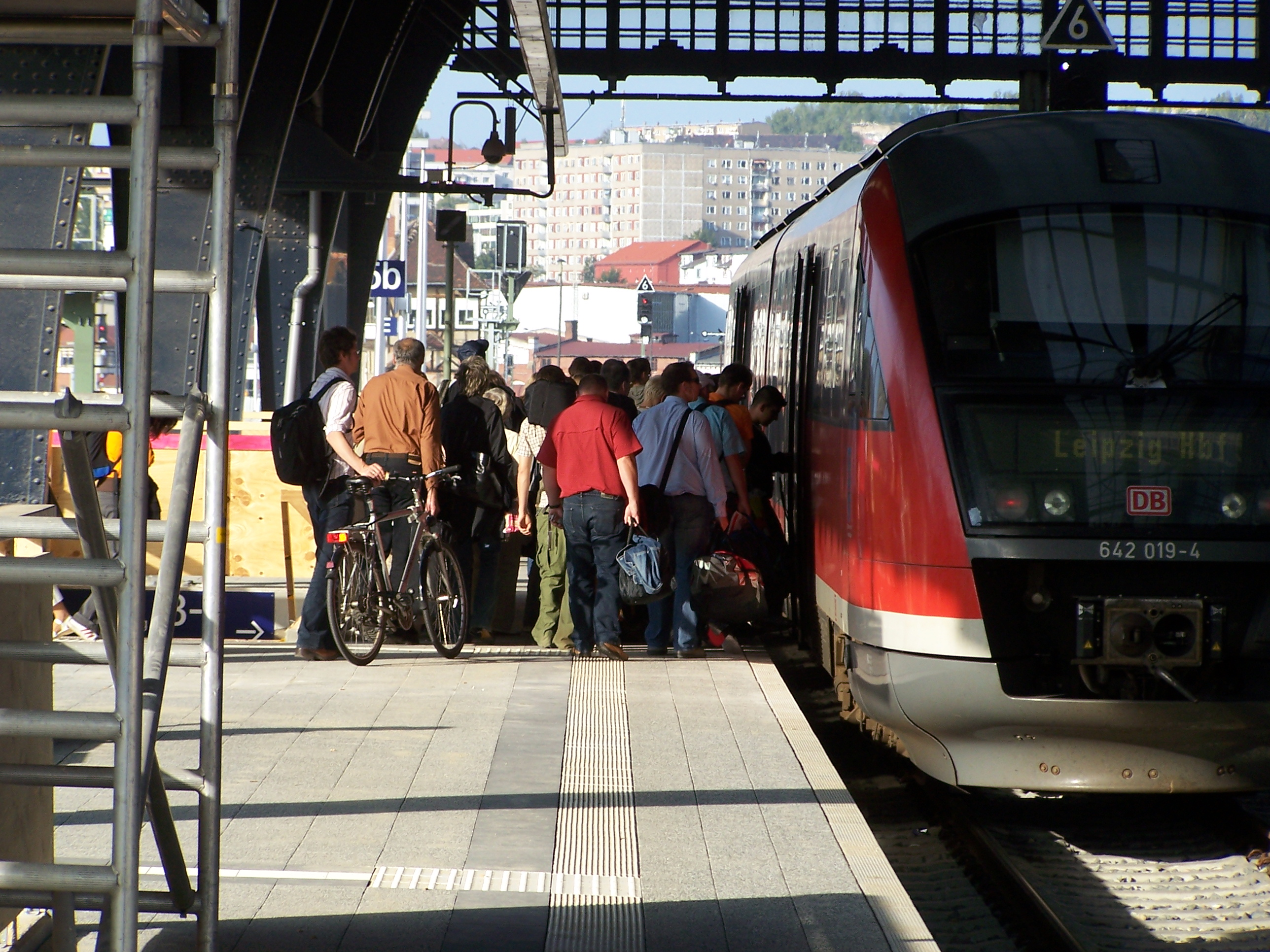
RE nach Leipzig im Bahnhof Gera.

 1) Durch Linienüberlagerung von RE1 und RE3 ergibt sich zwischen Erfurt und Gera ein Stundentakt.

 2) Der RE3 ist umlauftechnisch mit dem RE7 (Erfurt–Würzburg) verknüpft, so dass nach Aufenthalt in Erfurt umsteigefrei bis Würzburg durchgefahren werden kann. Wochentags verkehrt morgens ein zusätzlicher RE ab Gera mit kurzem Aufenthalt in Erfurt direkt nach Würzburg.

 3) Durch Linienüberlagerung von RE12 und RB22 ergibt sich zwischen Leipzig und Saalfeld ein Stundentakt. Tagsüber geht die RE12 in Saalfeld in die RB32 über und verkehrt weiter bis Blankenstein.

 4) Einzelne Züge verstärken die Linie bis Zeulenroda zeitweise auf einen Stundentakt. Außer am Morgen verkehren die Züge von und nach Hof im Abschnitt Weida–Gera–Leipzig als Zugteil gemeinsam mit Zügen der RE12 und verstärken die Traktionen.

 5) Der Stundentakt wird nur werktags und nur zwischen Jena-Göschwitz und Weimar gefahren, wovon morgens und am Nachmittag einige Züge auch bis Gera verkehren.

 6) Durch Linienüberlagerung von VL4 und RE3 ergibt sich zwischen Gera und Greiz ein Stundentakt.

 7) Zwischen Erfurt Hbf und Gera Hbf auch als RE 51 mit Nahverkehrstickets nutzbar.

### Gleise

Gleisplan des Hauptbahnhofs Gera

Der Bahnhof besitzt mehrere Gleise, wovon aber nur sechs einen Bahnsteig besitzen.
Die Bahnsteige sind über Treppen von der Bahnhofshalle und von der Straßenbahnhaltestelle zu erreichen, zusätzlich sind die Bahnsteige barrierefrei von der Straßenbahnhaltestelle über Aufzüge erreichbar.
| Gleis | Länge in m | Höhe in cm |
| ----- | ---------- | ---------- |
| 1     | 164        | 55         |
| 2     | 164        | 55         |
| 3     | 395        | 55         |
| 4     | 395        | 55         |
| 5     | 355        | 55         |
| 6     | 355        | 55         |

### Kommunaler Nahverkehr

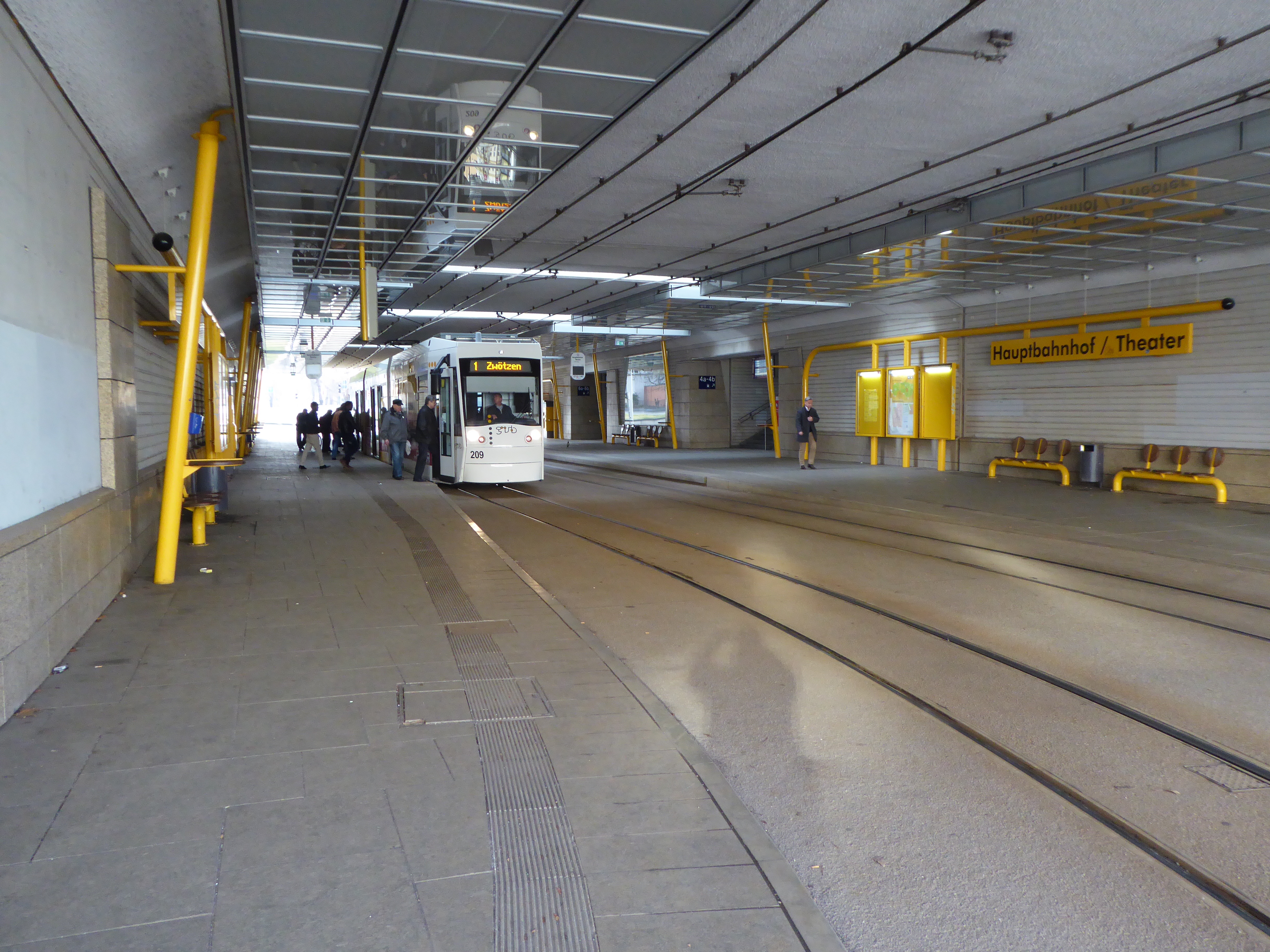
Straßenbahnhaltestelle „Hauptbahnhof/Theater“ unter den Bahnsteigen im Hauptbahnhof Gera.

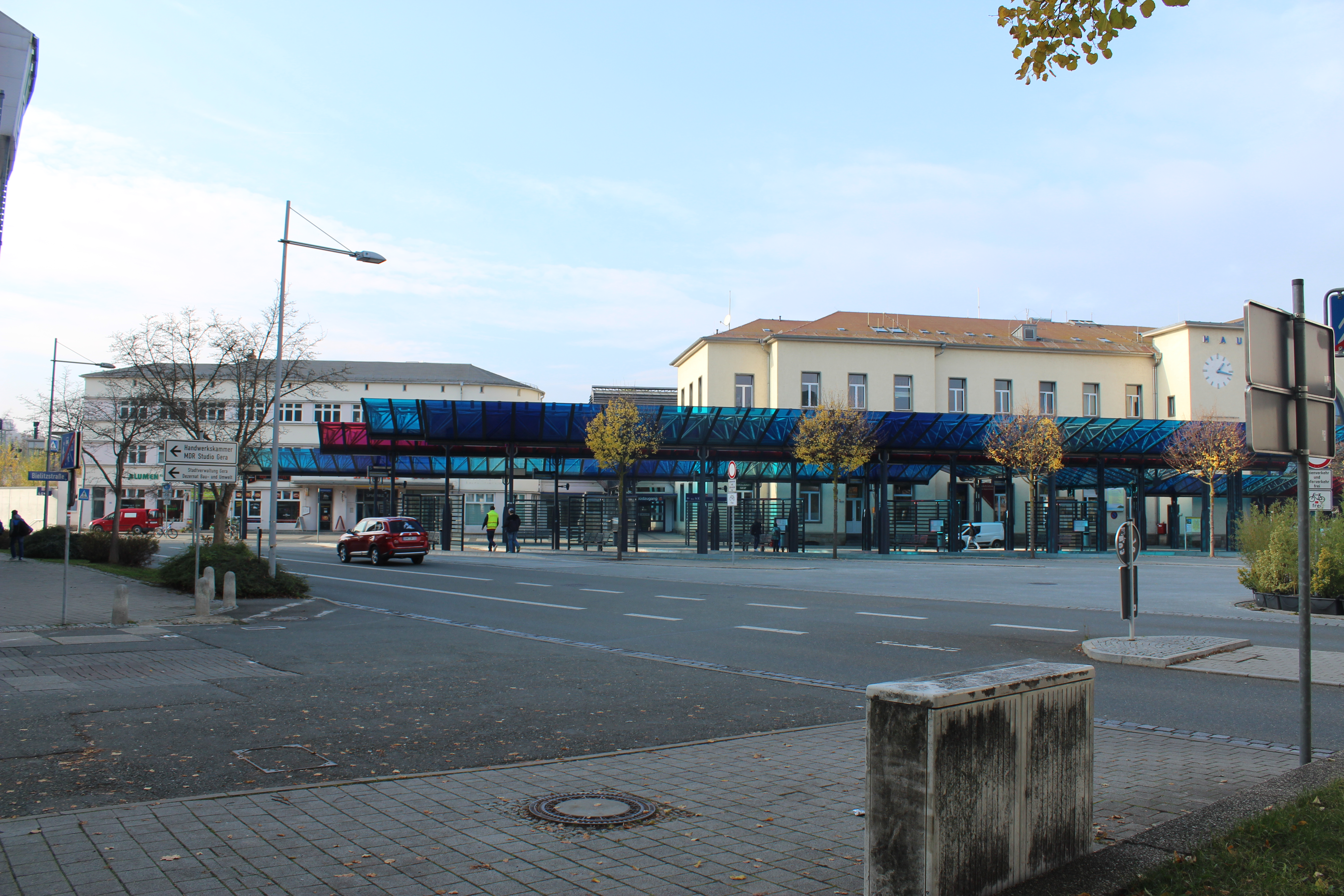
Busbahnhof (2017)

Vor dem Hauptbahnhof befindet sich der Geraer Busbahnhof. Hier beginnen/enden im Regionalverkehr Buslinien der Regionalverkehr Gera/Land GmbH (RVG), der Personen- und Reiseverkehrs GmbH (PRG), des Omnibusbetriebs Piehler, der ThüSac Personennahverkehrsgesellschaft mbH sowie der KomBus Verkehr GmbH. Seit November 2006 hält die damals neu eröffnete Stadtbahnlinie 1 der Geraer Straßenbahn in einer Eisenbahnunterführung unter den Bahnsteigen des Hauptbahnhofs. Durch Fernbuslinie wurden folgende Stecken bedient. Zum 1. Oktober 2012 nahm Berlin Linien Bus (BLB) die Fernbusverbindung von Frankfurt am Main nach Gera den Betrieb auf, welche zum 1. Dezember weiter bis Dresden verkehrte. Zum 29. April 2014 verkehrte MFB MeinFernbus täglich von Gera nach Berlin und zum 11. Juli verkehrte Flixbus täglich von Gera nach Hamburg, alle Verbindungen wurden wieder eingestellt. Stand Juni 2024 verkehrt Flixbus 2 mal täglich nach Prag über Chemnitz und Dresden.
| Linie           | Fahrtverlauf                                                |
| --------------- | ----------------------------------------------------------- |
| 1               | Untermhaus – Heinrichstraße – Zwötzen                       |
| KomBus 810      | Gera – Auma – Schleiz                                       |
| PRG 29          | Gera – Weida                                                |
| RVG 200         | Gera – Lindenkreuz – St. Gangloff – Reichenbach – Hermsdorf |
| RVG 203         | Gera – Caaschwitz – Crossen – Eisenberg                     |
| RVG 204         | Gera – Tautenhain – (Hermsdorf) – Eisenberg                 |
| RVG 205         | Gera – Mühlsdorf – Rüdersdorf – Hartmannsdorf – Gera        |
| RVG 208         | Gera – Pölzig – Heuckewalde                                 |
| Piehler 212     | Gera – Friedmannsdorf                                       |
| RVG/Piehler 213 | Gera – Werdau – Zwickau                                     |
| RVG 219         | Gera – Wünschendorf – Linda – Wolfersdorf – Seelingstädt    |
| RVG 222         | Gera – Kaltenborn – Kraftsdorf – Hermsdorf                  |
| RVG 233         | Gera – Hundhaupten – Birkhausen                             |
| RVG/THÜSAC 353  | Gera – Schmölln – Altenburg                                 |